# Steinfelderhof
Der denkmalgeschützte Steinfelderhof steht direkt neben der Pfarrkirche St. Viktor in Hochkirchen im Kreis Düren (Nordrhein-Westfalen).
Im Jahre 1480 „up sent Thomas dach des hilgen apostolen“, auf St. Thomastag, des hl. Apostels, also am 21. Dezember, schloss der Steinfelder Abt Johann mit Reymer Huge einen Pachtvertrag über den Steinfelderhof ab. Fast gleichlautende Pachtverträge zwischen dem Abt und R. Huge und seiner Frau Bela wurden auch 1505 und 1517 vereinbart. Die Vertragszeit begann jeweils „zo unser lever frouwen lychtmissen“, zu unserer lieben Frau Lichtmess (= Maria Lichtmess), also am 2. Februar. Verpachtet wurde der Steinfelderhof mit allem Ackerland, Wiesen, Weiden und Busch. Der Pachtzins betrug jährlich zu „sent Remeyes“, St. Remigius, 1. Oktober, 12 Malter Weizen, 12 Malter Gerste, 24 Malter Hafer. Außerdem mussten die Pächter verschiedene Abgaben der Abtei im Kirchspiel und Umgebung einziehen und auf ihre Kosten an die Abtei abliefern. Sie mussten zwei Deckstiere für die Viehzucht der Dorfbewohner auf ihre Kosten halten.
Wenn der Abt selbst oder jemand in seinem Auftrag nach Hochkirchen kam, mussten die Pächter Heu und Stroh für die Pferde bereitstellen und die Leute mit Roggenbrot, Speck und Mus (Gemüse) und mit Dörrfleisch an Fleischtagen, mit Butter, Eiern und Käse an anderen Tagen beköstigen.
Der Verpächter, oder wer in seinem Auftrag auf den Hof kam, genoss Hühner, Gänse, Enten, Tauben, Lämmer, Spanferkel, außer Wein, Weißbrot, Frischfleisch oder Fisch, die man kaufen muss. Die Pachtverträge enthalten noch eine Reihe anderer Verpflichtungen, die hier nicht weiter ausgeführt werden sollen.
Im Jahre 1902 wurde das Pfarrhaus gebaut. Vorher hatte der Pastor seine Wohnung in einem Gebäude des Steinfelderhofes. Erbaut 1741.
Die Wirtschaftsgebäude mit der Fachwerkscheune sind 1965 abgebrochen worden. Nach ihrem Baustil stammte die Anlage wohl aus dem 18. Jahrhundert. Ein Hof dürfte aber an dieser Stelle schon wesentlich früher gestanden haben.
Das für die Gegend typische Rundbogentor ist dem Abbruchbagger nicht zum Opfer gefallen. Es trägt das Wappen des Steinfelder Abtes Johann VIII., der um 1748 Abt war. Vielleicht ist der Hof zu seiner Zeit in dem vielen älteren Hochkirchenern noch bekannten Aussehen neu errichtet worden.
Heute befinden sich im Steinfelderhof das Büro des Diakons und das Archiv der Pfarrgemeinde sowie ein Versammlungssaal für die Bevölkerung. Das Gebäude wurde am 13. März 1985 in die Denkmalliste der Gemeinde Nörvenich unter Nr. 34 eingetragen.

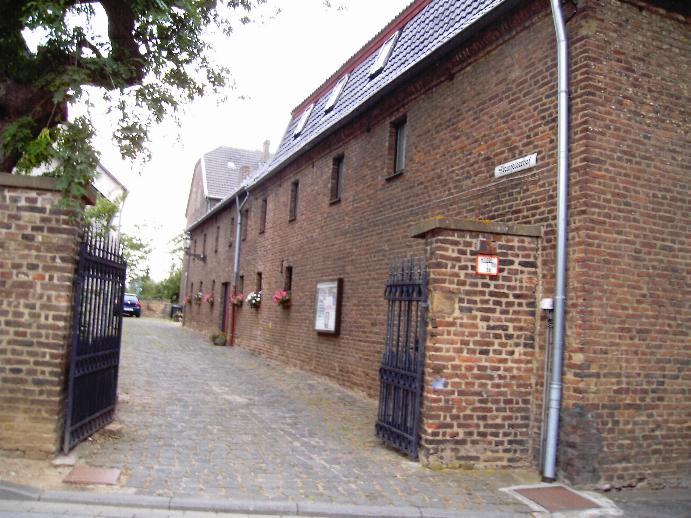
Der Steinfelderhof, im Hintergrund das Pfarrhaus
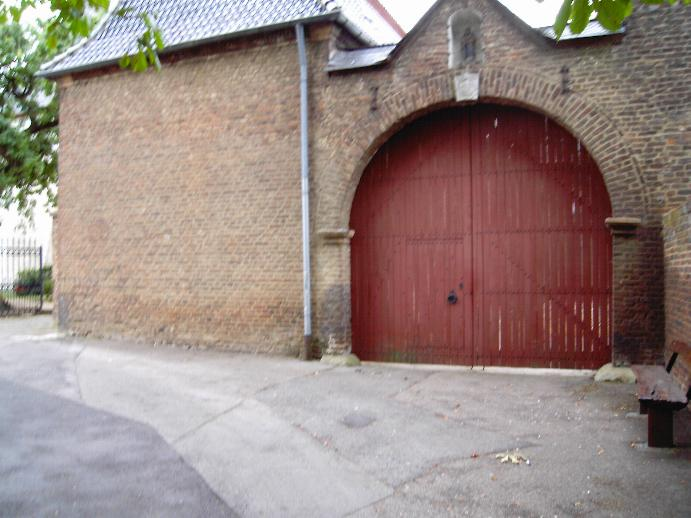
Das ehemalige Hoftor mit dem Rundbogen
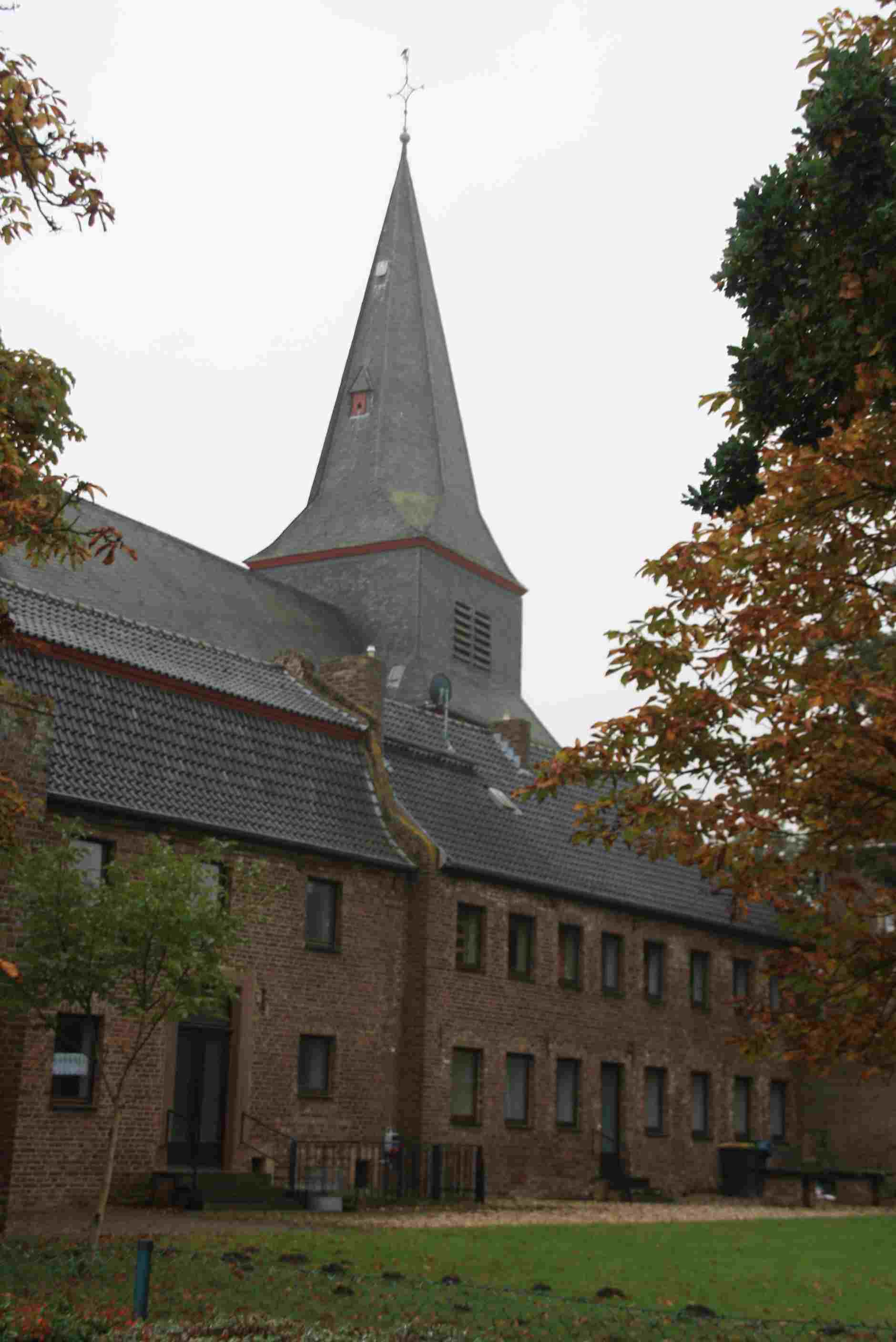
Die Nordseite
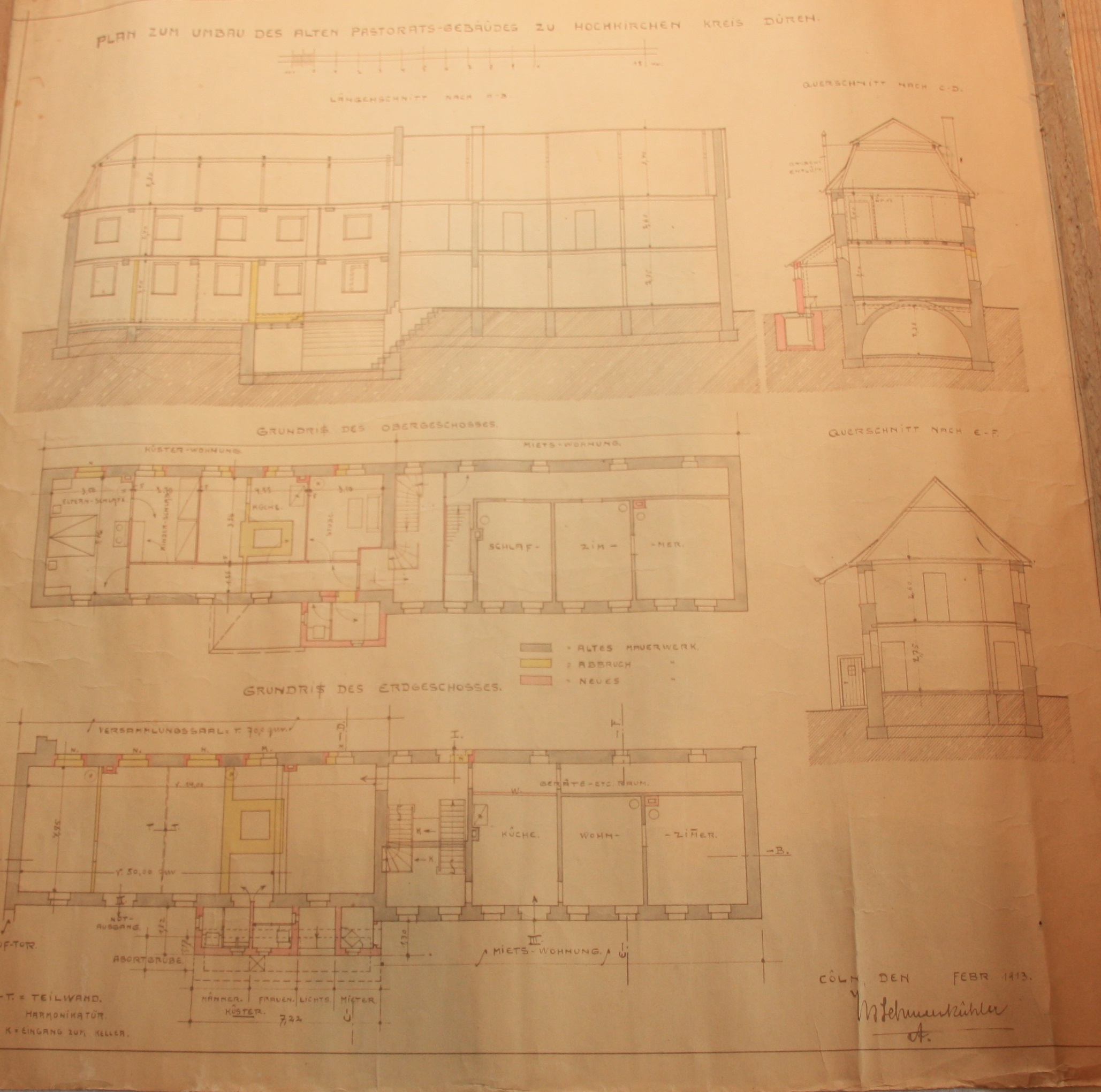
Bauplan von 1903